# Второ послание към солуняните
Второ послание на св. ап. Павла до Солуняни е библейска книга, двадесет и първа в Новия завет.
Авторството на книгата се приписва на апостол Павел и е адресирано до църквата в Солун – по това време част от Римската империя. Написано е около 54 година, скоро след първото послание. Някои учени оспорват авторството на Павел, намирайки разлики в стила и теологията между първото и второто послание.
Християнската общност в Солун е основана от Павел заедно със Сила и Тимотей Ефески по време на второто му благовестническо пътуване около 50 година. Повод за написването на второто послание е появата на лъжеучители, които смущавали местните християни с предсказания за много скорошно настъпване на Второто пришествие на Христос. Думите на Павел: „ние, живите, които останем до пришествието Господне“[1Сол. 1:4 – 15] са се тълкували неправилно, че щом Павел ще доживее пришествието, значи то ще се случи съвсем скоро. Тези разсъждения объркват живота на местните, като някои от тях занемаряват работата си и това налага Павел да напише второто послание.
Текстът е написан на койне.
Цитатът от тази книга: „Защото, когато бяхме с вас, това винареждахме: ако някой не иска да работи, не трябва да яде“ по-късно е използван от Владимир Ленин в Съветския съюз.